# ブラックプディング
ブラックプディング（英: black pudding）は、英国とアイルランドで発展した特徴的なブラッドソーセージ。おもに豚の血液、または牛の血液を原料に、豚の脂もしくは牛のスエットとオートミール、ひき割りオート麦、ひき割り大麦などの穀物を加える。穀物の割合が高く、ペニーロイヤルミントなど特定のハーブを用いることが他地域のブラッドソーセージに比して特徴的である。

## 語源
英語の単語「pudding（→プディング）」はフランス語の「boudin（→ブラッドソーセージ）」から派生したと考えられる。語源はラテン語で「小さなソーセージ」を意味する「botellus」とされる。

## 歴史と製法
血液のプディングは最も古い部類のソーセージと考えられる。一般に動物は屠殺時に抜血するが、抜いた血液は処理しなければすぐに腐敗するため、プディングに加工することは血液を無駄にしない手軽な方法であった。現代のブラックプディングは大半が豚の血液を用いるが、羊や牛の血液を用いた時代がある。15世紀のイングランドで貴族階級向けにイルカの血から作るプディングのレシピがあった。スコットランドのブラックプディングは少なくとも19世紀まで、おもに牛または羊の血液を原料とした。ジョン・ジェイミソンによるスコットランド語辞典は、ブラックプディングを牛や羊の血から作るプディングと定義している。
ブラックプディングは屠畜の行程で得られる産物で、盛大に屠畜する聖マルティヌスの日と歴史的に関係が深かった。19世紀になると、当時はランカシャーの一部であったストレットフォードや、アイルランドのコークなど大規模な豚肉市場が存在する町がブラックプディングの産地と見られた。
この時代は家庭で豚肉を屠畜することが一般的ではなくなったため、都市部の主婦を対象とする料理書はブラックプディングをほとんど扱わなかった。スコットランドの料理書は、20世紀でもブラックプディングのレシピを掲載した。

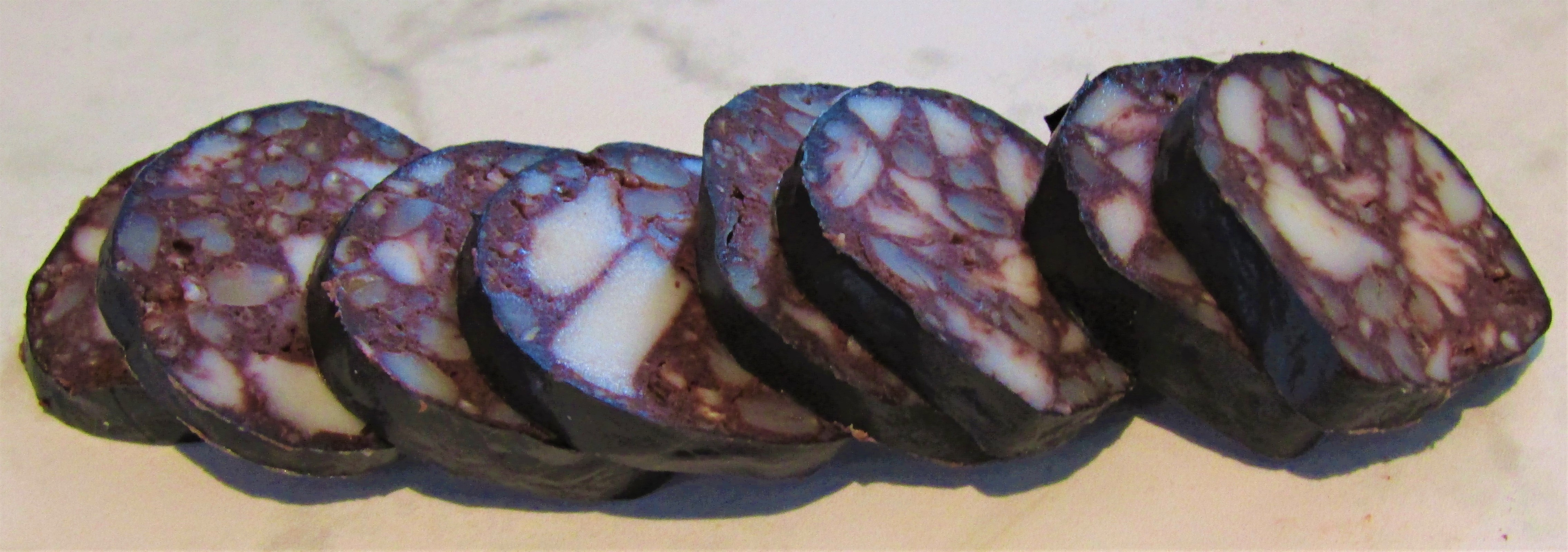
スライスしたブラックプディング。

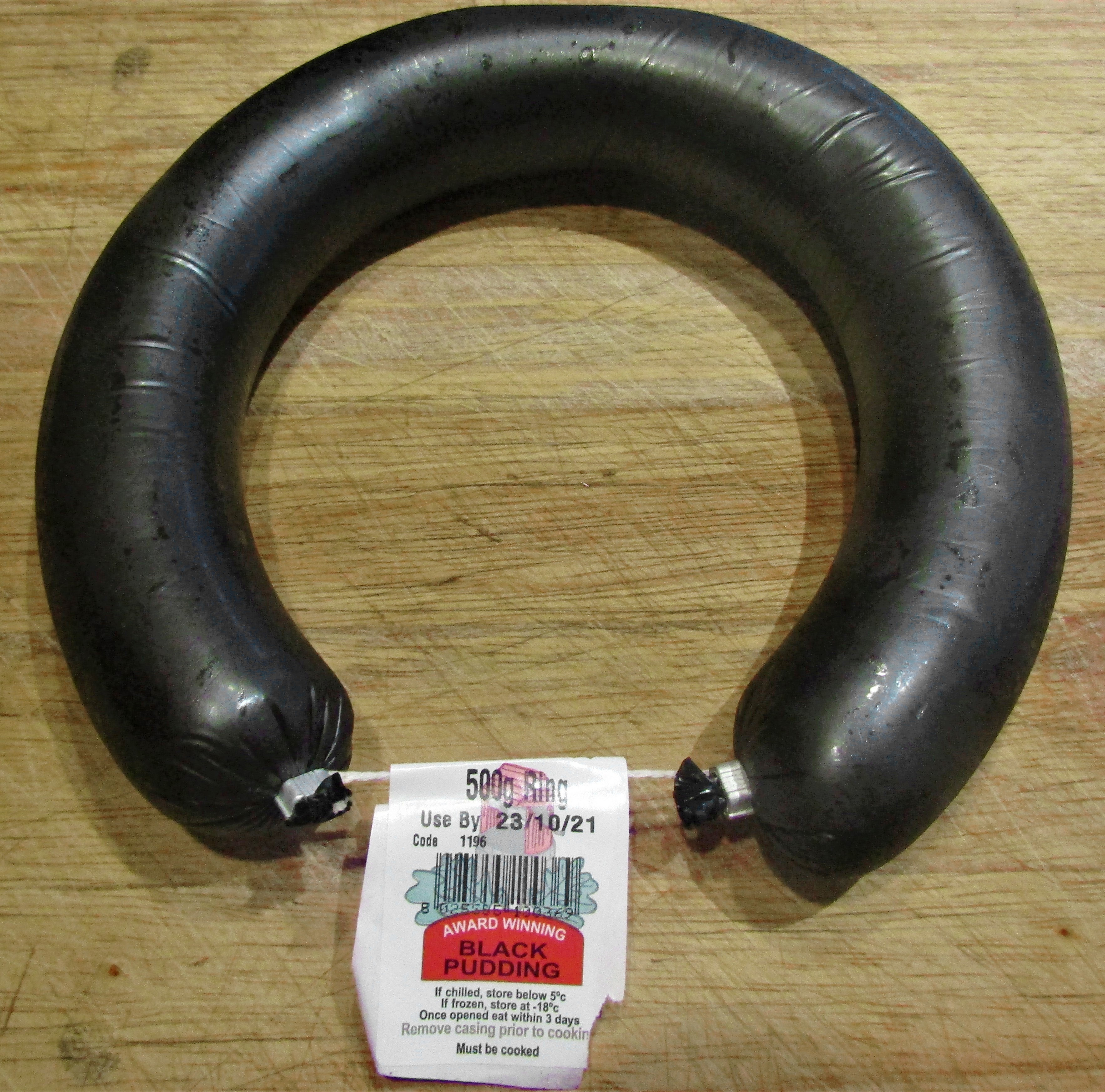
輪にしたブラックプディング。

英国の伝統的なブラックプディングのレシピは、新鮮な血液をよく混ぜ、脂身、ラスク、調味料を加えてケーシングに詰めて茹でる。かつては牛の腸が天然のケーシングとされたが、近年の市販品はセルロース製の合成ケーシングを用いる。原料は輸入品の乾燥血液が主流である。原材料の種類が比較的少なく、血液の増粘と固定にオート麦や大麦を用いることが、大陸ヨーロッパ諸国と異なるブラックプディングの特徴である。
ブラックプディングの製法は他のソーセージ類と比べて英国各地で地域差が大きく、多くの精肉店は独自の製法がある。オート麦と大麦に加えてパン粉や小麦粉が使われたり、脂身やスエットの量や食感が大きく異なることもある。ペニーロイヤルミント、マジョラム、タイム、ミントはいずれも伝統的に風味付けとして用いられる。ペニーロイヤルミントはブラックプディングに用いられることから、ヨークシャー北部区域で「pudding-yerb（→プディング草）」と称された。香辛料ではほかにクミン、ヘンルーダ、パセリも伝統的に用いる。
料理名は数世紀にわたって「ブラックプディング」と称され、1450年ごろに「blak podyngs」の記録が残る。方言の呼称も見られ、「ブラックポット (black pot)」（サマセット）や「ブラッディポット (bloody pot)」などがある。

## 地域性
英国でブラックプディングはブラックカントリー、北西部、スコットランドと関係が深い。特にストーノウェイやランカシャーで名物とされ、ランカシャーではベリーが有名で、伝統的に茹でたものを紙に包んだままモルトビネガーをかけて食する。ヨークシャーでもよく食され、レモンタイムやセイボリーで風味付けされる。バーンズリーのブラックプディングは特に名高い。スコットランド西方諸島で作られるストーノウェイ風ブラックプディングは、地理的表示保護 (PGI) の認定を受けており、ベリーでも精肉業者がブラックプディングの製造と販売の歴史を告知している。ベリーのブラックプディング発祥は1810年、とする説もある。カナダのノバスコシア州とニューファンドランド・ラブラドール州では移民が持ち込んだブラックプディングが地域の食文化に定着している。
アイルランドには、一般的なブラックプディングと別にドリシーンと称する地方版があり、特にコークの名産とされる。ドリシーンは近年まで羊の血も用いたが、現在は一般に牛の血液を原料とする。風味付けにタンジーを用いることがある。スニーム風のブラックプディングのバリエーションはケリー県の名産でPGI認定を受けている。

## 消費

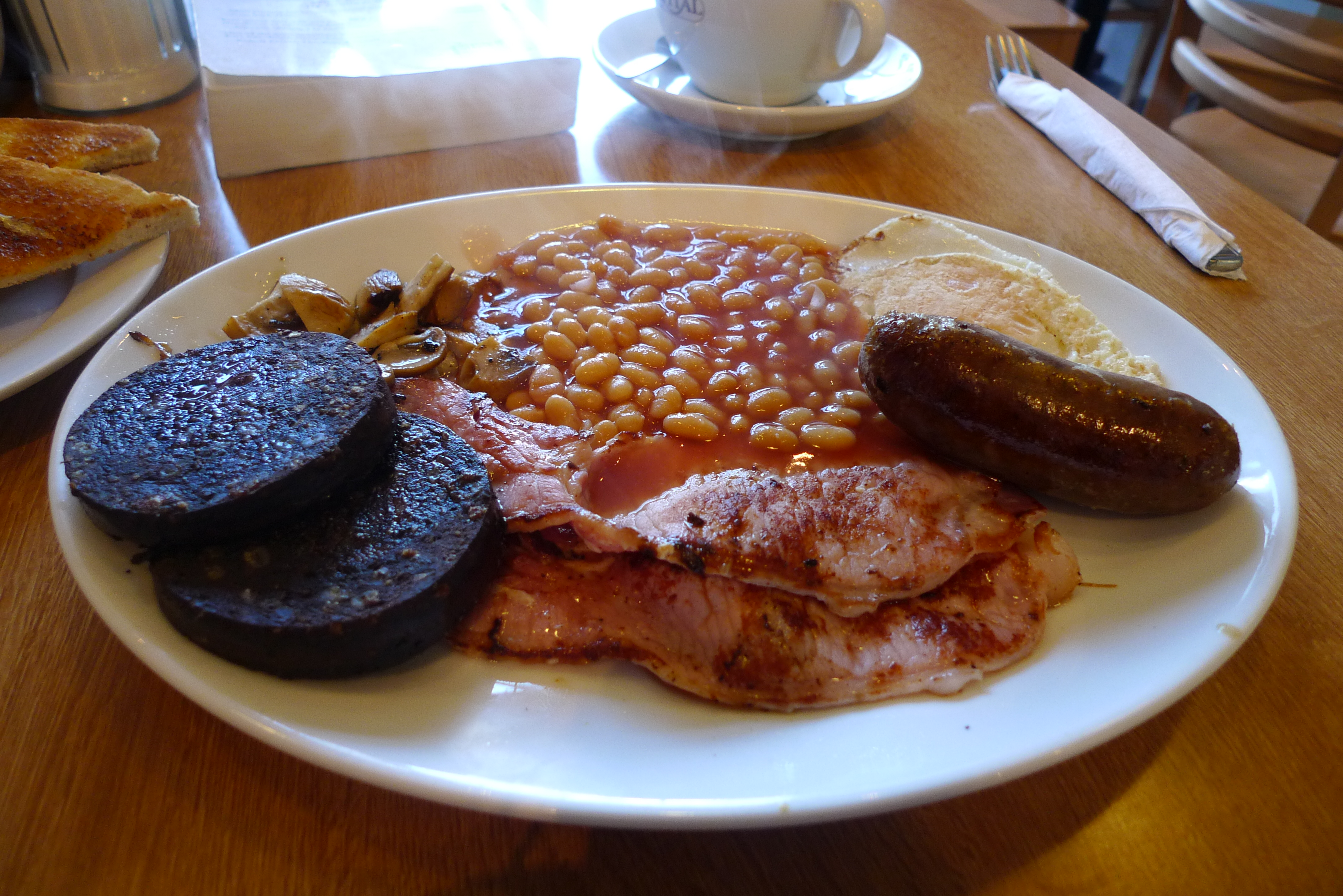
ブラックプディング（左）はフル・ブレックファストの一部となっている。

ブラックプディングは皮のままグリルしたり、フライパンやオーブンで焼いたり、茹でたりして食する。製造過程で加熱調理されており再加熱せずに冷食も可能である。
北西イングランドの一部とブラックカントリーでは、ブラックプディングを丸のまま茹で、パンやジャガイモを添えて1食の食事とすることが多い。英国の他の地域やアイルランドでは、スライスしてフライパンで焼くかグリルしたものを伝統的なフル・ブレックファストの一部として食することが一般的である。この習慣は英国とアイルランドからの移民により世界へ広く伝えられた。

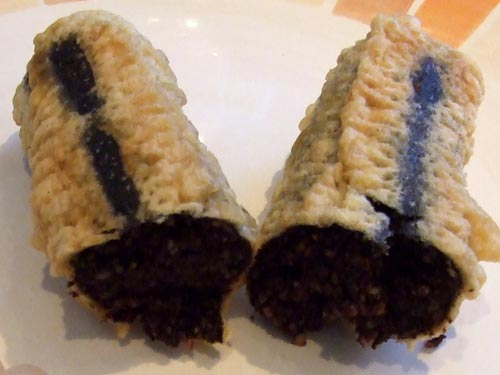
フィッシュ・アンド・チップ・ショップで提供される衣をつけて一本揚げにしたブラックプディング。長さ約20 cm。

スコットランドを中心にイングランド北部などのフィッシュ・アンド・チップ・ショップにはブラックプディングの衣揚げを提供する店もある。
近年はブラックプディング・アイスクリームなど新奇な食し方も散見される。英国の料理店に定着した現代的なレシピにホタテと付け合せるものがある。「マンチェスターエッグ」と名付けられた料理など、ブラックプディングから作るスコッチエッグも広く知られる。

## 栄養
ブラックプディングは良質なタンパク源であり、低炭水化物で亜鉛と鉄を多く含む。これらの栄養的特性から「スーパーフード」とされることもある。多くのブラックプディング製品は飽和脂肪酸と塩分の含有量が高い。

## 催し
グレーター・マンチェスターのベリー行政区内の町ラムズボトムで、1980年代から世界ブラックプディング投げ選手権が開催されている。このユーモラスな競技はランカシャーとヨークシャーの地域対立をなぞらえており、参加者は積み重ねられたヨークシャー・プディングに向けてブラックプディングを投げる。毎年9月に開催して数千人規模の競技者と観衆が集まる。
かつてはランカシャーの町ベイカップで「ベイカップ・フード＆ブラックプディング・フェスティバル」が開催されていた。
フランスノルマンディー地方のモルターニュ＝オー＝ペルシュは、「ヨーロッパ・ブラックプディング・コンテスト」を、毎年アール・ド・ブーダン（→仏: Halles de Boudin、ブラッドソーセージ市場）で開催する。